# محمد سعيد الطريحي
محمد سعيد الطريحي كاتب وباحث ورحَّالة عراقي مهتم بالتراث الإنساني العام. ولد في مدينة الكوفة (170 كم جنوبي بغداد – العراق) عام 1954. وصاحب ورئيس تحرير موسوعة الموسم العلمية المصورة التي تصدرُ منذ عام (1988)، وزادت مجلداتُها على (180) مئةٍ وثمانينَ مُجلَّداً. وقدْ تجاوزتْ صفحاتُها اليوم أكثرَ منْ 100,000 مئة ألفَ صفحةٍ، وهي تُعْنى بالثقافات والحضارات العالمية ودراسة خلفيَّاتها ومظاهرها الدينية والتاريخية والاجتماعية قديماً وحديثاً.
أسَّسَ دائرةَ المعارفِ الهنديَّة في مومباي عام1985م. وأصدرَ باسمِها عشراتِ الكتبِ والأبحاثِ عن الأمَّة الهنديَّة ِوتراثِها الحضاريِّ.
أَلَّفَ وحقَّق ما يزيدُ على (200) كتاباً ودراسة، أكثرها مطبوعةً وبعضُها طُبع مراراً، وبعضُها لا ينقصُ عنْ (500) خمسمئة صفحة. بالإضافة إلى عدد كبير من المقالات والبحوث المنشورة في الصحف والمجلات.

## نشاطاته
- صاحب ورئيس تحرير مجلة الموسم الفصلية المصورة التي تعنى بالآثار والتراث التي تصدر في هولندا.
- الأمين العام لدائرة المعارف الهندية- بومباي ومن مهامها إصدار موسوعة عربية عن الهند.
- عضو أتحاد الكتاب العرب في سوريا والوطن العربي.
- صاحب ورئيس تحرير موسوعة الديوان.
- صاحب ورئيس تحرير نشرة الراية العلوية.
- عميد معهد بن رشد لدراسات الأديان – جامعة روتردام الاسلامية – هولندا.
- له العديد من المؤلفات والتحقيقات والمقالات والدراسات والبحوث.

## كتب ودراسات وتحقيقات
- حنين بن اسحق - رائد الترجمة في العصر العباسي: بحث شارك فيه بمؤتمر مارافرام - حنين، الذي أنعقد في بغداد سنة 1974. طبع في مطبعة النعمان - النجف في 6/2/1974. 62 صفحة.
- الديارات والأمكنة النصرانية في الكوفة وضواحيها: الطبعة الأولى - روما، إيطاليا سنة 1977، الطبعة الثانية - بيروت - مطبعة المتنبي 25 /4/1981- 340 صفحة.
- فضل الكوفة ومساجدها: تأليف محمد بن جعفر المشهدي الحائري (من أعلام القرن السادس الهجري)، بيروت - دار المرتضى - سنة 1980، 88 صفحة.
- فضل الكوفة وفضل أهلها: تأليف محمد بن علي بن الحسن العلوي الحسني الشجري المتوفى سنة 445 هجرية. مؤسسة أهل البيت - بيروت 1988. 130 صفحة.
- رد الشمس: بحث في أصول وأسانيد المعجزة الكبرى. مؤسسة أهل البيت - بيروت 1981، 110ص.
- النبي حزقيال (ذو الكفل) سيرته ومشهده في بابل، سنة 1981. مطبعة الثبات دمشق _ 70 ص.
- أعلام النساء في الكوفة الغراء: دمشق 1981 - مطبعة الثبات - 109 ص.
- ياسين قلب القرآن: (باللغة الغوجاراتية الهندية) منشورات الجماعة الإسلامية - حيدر آباد - الهند 1982.
- روزه إسلام مه: (باللغة الأُردية) طبع في كراتشي - باكستان 1982.
- تاريخ الأمامية في البلاد الشامية: طبع الجزء الأول منه بعنوان (آل صندوق وتراجم أعلامهم) دمشق - مطبعة الثبات 260 ص - سنة 1981 نشرت تراجم من الكتاب في موسوعة: تاريخ علماء دمشق في القرن الرابع عشر الهجري تأليف محمد مطيع الحافظ ونزار أباظة - المجلد الثالث - دار الفكر - دمشق 1991 (ص24 - 26) (83 - 41) (95 - 63) (66) (80) (260 - 262) (360 - 362) (370 - 371) (390 - 393).
- تاريخ مساجد الكوفة: الطبعة الأولى - المطبعة العزيزية - مجلس أنوار المعارف، مطبوعات المجلس العلمي الإسلامي - حيدر آباد (الهند) 1402هـ - 1982 - 206ص الجزء الأول، في أوله تقديم للشيخ أحمد الوائلي وقصائد للسيد محمد حسين فضل الله والشيخ محمد باقر الناصري (موجهة للمؤلف).
- العتبات المقدسة في الكوفة: ضم الجزء الأول من تاريخ مساجد الكوفة وإضافات هامة أخرى ومصورات ولوحات توضيحية، بيروت - 1406هـ - 1986م، 288ص.
- الدرة اليتيمة في فضائل السيدة العظيمة: تأليف عبد الله الميرغني الحنفي المكي (المتوفى 1193هـ) بيروت - دار الوفاء 1985.
- المواهب والمنن في مناقب الإمام الحسن: للسيد محمد المدني الجفري (1149 - 1186هـ).
- قرة كل عين في مناقب الإمام الحسين - للجفري المتقدم ذكره، طبعت الرسالتان ضمن كتاب بعنوان (من مناقب أهل البيت) بيروت - مؤسسة الوفاء 1406هـ - 1985م - 104ص.
- طيف الإنشاء أو رسالة الطيف - تأليف بهاء الدين علي بن فخر الدين عيسى الاربلي (المتوفى سنة 693هـ) بيروت - سلسلة من ذخائر الأدب العربي (1405هـ 1985م) 205ص.
- الفتح والبشرى في مناقب الزهراء: للسيد محمد الجفري (المتوفى 1186هـ) بيروت 1985م.
- جنة الأسماء الممتازة في الأرض والسماء: لحجة الإسلام الغزالي (المتوفى 505هـ) بيروت 1985، 73ص.
- تحفة المجاهدين في أحوال البرتغاليين: تأليف الشيخ أحمد زين الدين المعبري المليباري (المتوفى بعد سنة 991هـ) سلسلة دائرة المعارف الهندية (1) - بيروت 3650ص.
- عجائب الهند (بره وبحره وجزائره): تأليف بزرك بن شهريار الرامهرمزي (صنفه حدود سنة 339هـ - 950م) سلسلة دائرة المعرف الهندية (2) - بيروت - 130 ص.
- تحية الهند (مجموعة لنخبة من الشعراء العرب): قدم له الشاعر الراحل عمر أبو ريشة. سلسلة دائرة المعرف الهندية (3) - طبعتان في دمشق سنة 1989 - 94 ص.
- غرر الحكم ودرر الكلم للأمام علي بن أبي طالب: تأليف ناصح الدين عبد الواحد بن محمد التميمي الامدي المتوفى سنة 550هـ. قدم له دولة الرئيس القاضي عبد الرحمن الارياني. بيروت 1985.

23 - الفخرية في فقه الحنفية: للشيخ فخر الدين الطريحي (989 - 1085هـ) بيروت، مؤسسة البلاغ (1409هـ - 1989م) 176 ص.
- الأربعون حديثا: للشيخ فخر الدين الطريحي - بيروت مؤسسة البلاغ (1407هـ - 1987م) 63 ص.
- حسن المقصد في عمل المولد: تأليف جلال الدين السيوطي (849 - 911هـ) بيروت مؤسسة البلاغ (1407هـ - 1989م) 80 ص.
- احياء الميت في فضائل أهل البيت: تأليف جلال الدين السيوطي، بيروت - مركز الدراسات والبحوث العلمية (1408هـ -1988م) 72 ص.
- الثغور الباسمة في فضائل فاطمة: تأليف جلال الدين السيوطي - بيروت - مركز الدراسات والبحوث العلمية (1408هـ - 1988م) 72 ص.
- فضائل فاطمة الزهراء: تأليف عمر بن أحمد البغدادي المعروف بأبن شاهين (297 - 385هـ) بيروت - مؤسسة الوفاء (1405هـ - 1985م) 75 ص.
- دليل معجم رجال الحديث - منشورات المركز الثقافي العربي الهندي - بومباي 1987م - 700 ص.
- تاريخ الاحمدي: للأمير أحمد حسين بهادر خان الهندي - بيروت (1408هـ - 1988م) مركز الدراسات البحوث العلمية، 438 ص.
- الملحمة العلوية: للشيخ جعفر الهلالي (شرح وتحقيق) بيروت مؤسسة الوفاء (1409هـ - 1988م) 143 ص.
- أجراس كربلاء (المجموعة الأولى) بيروت - مؤسسة الوفاء (1409هـ - 1989م) 88 ص.
- المخطوطات العربية في إيران (مخطوطات مكتبة الوزيري في يزد) مركز الدراسات والبحوث العلمية - بيروت (1410هـ - 1989م) 377 ص.
- مختصر جواهر الكلام في الحكم والأحكام (معجم مفهرس للحكم النبوية) للقاضي ناصح الدين عبد الواحد التميمي الامدي (المتوفى 550هـ) دار العلوم، بيروت (1414هـ - 1994م) 230 ص.
- السيد نعمة الله الجزائري (ضوء على سيرته وخالد أثاره) نشر مقدمة لكتاب زهر الربيع - بيروت مؤسسة البلاغ (1410هـ - 1990م).
- ملحمة الرامايانا - قصص مبسطة - مستوحاة من الملحمة الهندية الشهيرة 12 جزءاً صغيراً ومصوراً.
- فضائل الإمام علي بن أبي طالب - للإمام أحمد بن حنبل صاحب المسند.
- تحية القاري لصحيح البخاري - للشيخ محمد علي عز الدين العاملي المتوفى سنة 1301هـ.
- الضياء اللامع في شرح المختصر النافع (في فقه الإمامية) للشيخ فخر الدين الطريحي.
- كشاف المخطوطات العربية في إيران (معجم الفبائي) في مخطوطات طهران ومشهد وقم واصفهان وشيراز وغيرها من الحواضر الإيرانية. نشر منه مجلد بعنوان (فهرس مكتبى الوزيري - يزد) بيروت 1989 (377 صفحة).
- تاريخ آل طريح وتراجم أعلامهم.
- أوراق الذهب (المعادن الذهبية اللجينية في المحاسن الوهبية الحسينية، تأليف: المفتي السيد محمد عباس الموسوي الجزائري (1224 - 1306هـ).
- ديوان الشيخ محمد حسن الشيخ علي الطريحي - قدم له الشيخ عبد المولى الطريحي المتوفى سنة 1975 - النجف 1973.
- اصدق ما كان من تاريخ كوفان (ارجوزة شعرية تقع في ألف بيت) في تاريخ الكوفة.
- صوت الولاء في مدح الرسول وآله الأولياء للشاعر السوري: أحمد رشيد مندو (من أهل الفوعة - محافظة ادلب) قدم له السيد علي آل مكي العاملي (نشرت هذه المقدمة في الموسم العدد 6 سنة 1990) (ص 619 - 620).
- تاريخ دولة كجرات الإسلامية في الهند.
- الحان الإيمان وأناشيد أمناء الرحمن.
- المنار في المختار من جواهر البحر الزخار: للشيخ المقبلي، تحقيق على نسختين الأولى مؤرخة في 22 جمادى الأول سنة 1160 جاء في آخرها "نقل من خط السيد العلامة صلاح بن يحيى عن خط السيد العلامة يحيء الناصر عن خط المؤلف سيدنا صالح بن طمح الآنسي (244 ورقة) (23 سطراً) والنسخة الثانية تم نسخها بخط حسن مشكول في 8 محرم 1145، 257 ورقة، 26 سطراً.
- الإيضاح في أسرار النكاح - للشيخ عبد الرحمن بن نصر الطبري الشيزري المتوفى سنة 774هـ دار القارئ - بيروت (1407هـ - 1986م) طبعة ثانية مكتبة الألفين - الكويت 1988، وطبعة ثالثة اليمن 1988م.
- شجرة أهل البيت في الأنساب الحسنية والحسينية (مشجر) صدر البوستر الأول في بيروت 1986م.
- المجالس الصافية: تحقيق لمجموعة كبيرة من المجالس الحسينية التي دونها خاله الشهيد الشيخ صافي بن الشيخ جعفر الطريحي الخطيب الحسيني الذي استشهد على منبر الحسين في الحلة عام 1940.

## مقدمات ومراجعات
1 - مشاهد العترة الطاهرة وأعيان الصحابة والتابعين: تأليف السيد عبد الرزاق كمونه - مؤسسة البلاغ، بيروت (1408هـ - 1988م).
2 - الأدب الديني دراسات أدبية من القرآن والحديث - للدكتور ذكي المحاسني، بيروت (1408هـ - 1988م).
3 - مشاكل جنسية من خلال نظرة دينية شاملة - للباحث أحمد محمد البراهيم الاحسائي - بيروت مؤسسة البلاغ (1410هـ - 1990م).
4 - مصادر نهج البلاغة وأسانيده - للعلامة السيد عبد الزهراء الحسيني الخطيب - دار الزهراء - بيروت - الطبعة الرابعة (1409هـ - 1988م) (الجزء الأول ص 7-8) بعنوان (المؤلف في سطور).
5 - طريقة الصوفي: أدريس شاه. ترجمة سماء المحاسني - بيروت 1989.

## منشورات باللغةالهولندية
1 - دعاء كميل بن زياد النخعي (باللغتين العربية والهولندية) قم - إيران 1996 (40 صفحة)De Smeekbede (Du’a) van Kumyayl.
2 - Christen - Muslim Dialog.
3 - Vastberadenhid, door: Bint Al-Hoeda.
4 - De Hedendaagse Mens en het Social Probleem. By: Muhammad Baqir As-sadr.
5 - Veertig Gezegden Van de profeet. 
Veertig Gezegden Van Ali Ibn Abi Taleb. 

## محاضرات ومسرحيات
1 - (الأدب السرياني وآفاقه الإنسانية): ألقاها في بيروت 1980 بدعوة من رابطة الأدباء السريان ونشر عن مضمونها في المجلة البطريركية وبعض الصحف اللبنانية.
2 - (دور الطلبة في عملية التحرير والبناء في البلدان النامية) بغداد 1974.
3 - (ثورة العشرين - نتائجها وأثارها) مؤتمر الشبيبة في النجف 1975، وسجلت ونشر بعضها في مجلة وزارة الشباب في بغداد.
4 - (جدران الماضي سقطت) مسرحية وطنية مستوحاة من ثورة النجف 1918. مثلت في ثانوية الكوفة سنة 1975.
5 - (في بلاط الحيرة) - مجموعة تمثيليات مستوحاة من تاريخ الملوك المناذرة في مدينة الحيرة العربية.
6 - (أثر العامل الديني في ثورة العشرين) - بدعوة من المنتدى الثقافي العراقي - دمشق مساء السبت 30 حزيران 1990.
7 - (الوحدة الإسلامية) - بدعوة من حكومة الجمهورية الإسلامية في إيران - مؤتمر الوحدة - منتصف شعبان (العام الميلادي 1982) طهران، أوتيل استقلال.
8 - أبو الكلام أزاد - في مكتبة خودابخش - بتنه - ولاية بهار الهندية، ديسمبر 1989.
9 - محاضرات في اللغة العربية والتاريخ الإسلامي ألقيت في محفل شاه خراسان ودبيرستان أمين (بومباي).
10 - خلود ثورة العشرين، ألقيت في افتتاح متحف ثورة العشرين في النجف سنة 1978، وكان يومها مدير الحفل.
11 - محاضرات إسلامية (ألقيت أسبوعيا في جمعية الزهراء - بلجيكا).
12 - الصلات التاريخية بين العراق وعمان. مسقط 1995 (بدعوة من وزارة الإعلام العمانية).

## رسائل وتحقيقات وملفات ضمن مجلة الموسم
1 - العقد الثمين في إثبات وصاية أمير المؤمنين - للحافظ محمد بن علي الشوكاني (1173-1250هـ). العدد الثاني والثالث (ص 385 - 395).
2 - العجاجة الزرنبية في السلالة الزينبية: للحافظ جلال الدين السيوطي. العدد الرابع (ص858 - 861).
3 - أخبار الزينبات: تأليف يحيى بن الحسن بن جعفر العبيدلي الحسيني النسابة (214 - 277هـ) العدد الرابع (ص1142-1155).
4 - تنبيه الأمة وتنزيه الملة: للشيخ محمد حسين النائيني (1273-1355هـ) العدد الخامس (ص36-142).
5 - صمصامة الزمن أو لامية الدكن للسيد إبراهيم الرضوي النجفي (1295-1378هـ). العدد السادس (429-442).
6 - أدب التاريخ - للشيخ علي البازي الكوفي.
الحلقة الأولى - العدد السادس ص (501-512).
الحلقة الثانية - العدد الثامن ص (1461-1478).
الحلقة الثالثة - العدد الحادي عشر ص (810-828).
الحلقة الرابعة - العدد السادس عشر ص (343-366).
الحلقة الخامسة - العدد العشرون ص (131-141).
7 - علوية عبد المطلب: لشاعر مصر الشيخ محمد عبد المطلب (1288-1350هـ) العدد السابع (925-949).
8 - المودة في القربي: للسيد علي شهاب الدين الهمداني (714-786هـ) العدد الثامن (ص1299-1339).
9 - كتاب المناقب (البويوروق) العدد الثامن (ص1398-1414).
10 - جامعة الفوائد في إثبات حجية الظن: للشيخ فخر الدين الطريحي (979-1085هـ) العددان التاسع والعاشر ص (567-588).
11 - 100 Maxims From Imam Ali (A.S.).
مائة حكمة مختارة للإمام علي العددان التاسع والعاشر ص (677-701).
12 - درر السمط في خبر السبط - لأبن الأبار الاندلسي (595-658هـ) العدد الثالث عشر ص (155-213).
13 - حلبة الأدب (أول آثار الشاعر محمد مهدي الجواهري) العدد الحادي عشر (ص769-797).
14 - علوية الشيخ حمدان الخير من القرداحة / الساحل السوري العدد الحادي عشر (ص946-960).
15 - سر الشهادتين الشهادة السرية والشهادة الجهرية لرسول الله عليه الصلاة والسلام تأليف الشيخ عبد العزيز الدهلوي العمري الهندي. العدد الثاني عشر (ص83-96).
16 - مذكرات ضابط عراقي- للرئيس الأول الركن محمد حسن الطريحي.
الحلقة الأولى - العدد 14 (159-213).
الحلقة الثانية - العدد 15 (37-112).
الحلقة الثالثة - العدد 16 (46-78).
17 - الرحلة العراقية سنة 1328هـ للسيد محمد هارون الحسيني الزنكي بوري الهندي (تنشر لأول مرة عن النسخة الوحيدة بخط المؤلف) العدد الرابع عشر (229-422).
18 - مملكة أود الشيعية في الهند (1722-1859م):
Roots of north Indian Shi’ism in Iran and Iraq, Religion and state in Awadh by: J.R.I.Co/e.
القسم الأول - العدد 15 (9-35).
القسم الثاني - العدد 19 (245-335).
القسم الثالث - العدد 20 (11-112).
19 - أطلس مكة (صور نادرة التقطها في مكة المستشرق الهولندي سنوك هرخرونيه (تعريب) Snouk Hurgronje (1857-1936) العدد 15 (223-297).
20 - أوراق من كتاب الجفر (النسخة الليبية تنشر لأول مرة) العدد 15 (369-394).
21 - شيعة العراق بقلم بارباره ستابلتن The shias of Iraq by: Barbara Stapleton العدد 15 (410-455).
22 - عمدة الاعتماد في كيفية الاجتهاد للشيخ مهذب الدين أحمد عبد الرضا (الفه سنة 1080هـ) العدد 16 (145-156).
23 - منظومتان في الاعتكاف والصوم لآية الله الشيخ محمد حسين الغروي (1296-1362هـ) العدد 16 (241-257).
24 - الكتاب التذكاري (بمناسبة وفاة الإمام الخوئي قدس سره) تضمن ما قيل في المرجع الراحل من الشعر والنثر 480ص كامل العدد السابع عشر.
25 - انساب القبائل العراقية - للسيد مهدي القزويني المتوفى 1300هـ العدد 18 (ص335-377).
26 - رسالة عمرو بن بحر الجاحظ في الحكمين وتصويب رأي أمير المؤمنين علي بن أبي طالب في فعله. العدد 19 (27-72).
27 - رسالة في صداق السيدة فاطمة الزهراء - للشيخ صبغة الله بن محمد غوث المدراسي الهندي. العدد 19 (137-141).
28 - حوار مع السيد محمد حسين فضل الله تضمن حدود 3000 سؤال وجواب نشر ضمن العدد (21-22) 800 ص. وأعيد نشر هذا العدد ثلاث مرات وسرق في إيران ولبنان وسوريا وطبع دون أذن صاحب الموسم. نشر في هذه البلدان باسم (حوار مع السيد فضل الله) وقد أصدر السيد فضل الله بيانا يدين هذه السرقة ونشر في لبنان وأعيد نشره في العدد (28) من الموسم ص (311 - 312).
29 - الأصوليون والاخباريون فرقة واحدة - للشيخ فرج العمران القطيفي، العدد 23-24 (ص117-133).
30 - من أعلام الأدب والفكر في اللاذقية (سوريا) للشيخ عبد الرحمن الخير. العدد 23 - 24 (ص 427-447).
31 - المملكة الاصفية الإسلامية في حيدر آباد الدكن (الهند) عبد الله محمد شريف. العددان 26-27 (ص25-88).
32 - وسيلة المولم المرفوعة إلى سيد ولد آدم محمد المبعوث إلى كافة العرب والعجم. للشيخ عبد الله بن علي الأنف الإسماعيلي المتوفى سنة 882هـ. العددان 26-27 (ص 89-128).
34 - البدر المشعشع في أحوال ذرية موسى المبرقع - تأليف الشيخ حسين الطبرسي النوري - تحقيق السيد مرتضى الكشميري. العددان 26 - 27 (ص 291-312).
35 - دراسات في فكر الإمام الشهيد السيد محمد باقر الصدر (ملف) العددان 26-27 (ص 371-474).
36 - الشيعة في زنجبار (شرق أفريقيا) ملف ضخم. العدد 29.
37 - سلطانه في نيويورك - هرمان فردريك ايلتس (تعريب كامل للنص الإنجليزي) العدد 29.
38 - Reason for the formation of the Islamic Da’wah Party. [Al Mawsem. No 23 - 24 P.553 - 576].

## مقالات منوعة
1 - خزائن الكتب الإسلامية القديمة في الكوفة: مجلة المورد - بغداد / المجلد التاسع / العدد الرابع (1401 هجرية - 1980 م) ص (292 - 302) ترجم إلى اللغة الفارسية ونشر في قم في مجلة آئيه بزوهش.
2 - التأثيرات النصرانية في المجتمع الكوفي: مجلة آفاق عربية - بغداد، العدد 12، السنة السادسة، آب (1401 هجرية - 1981 م) (ص 50 -56).
3 - أديرة النجف: مجلة آفاق عربية - بغداد، العدد 5، السنة السابعة (1402 هجرية - 1982 ميلادية) (صفحة 100 - 109).
4 - مسجد السهلة ومشاهده: مجلة التراث الشعبي، وزارة الإعلام - بغداد - العدد 6، السنة 11 (1980) (ص 81 -99).
5 الشيخ عبد الحسين الطريحي - حياته وما تبقى من شعره (حلقتان) مجلة البلاغ رئيس التحرير: الشيخ محمد حسن آل ياسين. تصدرها الجمعية الخيرية للخدمات الإسلامية / الكاظمية / في بغداد سنة 1979.
6 - خطط الكوفة للمستشرق الفرنسي لويس ماسينون (نقد) (حلقتان) مجلة البلاغ / الكاظمية / بغداد / سنة (1978 -1979).
7 - الشعر العربي في الهند: مجلة الآداب الأجنبية - يصدرها أتحاد الكتاب العرب. العدد 65 / السنة 17 (1990م) (ص 106 - 133).
8 - نظر الإسلام: شاعر البنغال الذي شارك طاغور مجده الشعري. مجلة الآداب الأجنبية / العدد 65 / السنة 17 (1990 م) (ص 134 - 139).
9 - المخطوطات العربية في شبه القارة الهندية / مجلة الآداب الأجنبية / العدد 65 / السنة 17 (1990م) (ص 249 - 256) ومجلة الهند / العدد 104 (1988) ص (18 - 20).
10 - مجاميع الحديث وحاجتها إلى النقد والتمحيص: مجلة النبراس، العدد 1، السنة 1، (1409 هجرية - 1989 ميلادية). بيروت - مؤسسة الفكر الإسلامي للثقافة والأعلام (ص 89 - 103).
11 - المجلس الهندي للعلاقات الثقافية: مجلة الهند، العدد 111 (1990) (ص 12 - 13).
12 - ملحمة ثورة العشرين: مقدمة وشرح لمطولة الشاعر علي البازي عن ثورة العشرين (7 حلقات) نشرت في جريدة العدل (النجف) بدءا من الشهر السادس 1979.
13 - على هامش كتاب مساجد الكوفة (نقد) نشرت منه حلقتان في العدل النجفية / آذار / 1980.
14 - عبد الغني الحلي وروايته الشعرية (الحنادمة) - (جريدة العدل).
15 - من شعرائنا المنسيين (الحاج مجيد الحلي العطار). العدل (10 أيار 1980 / السنة 14).
16 - ثورة مايس 1941 قراءات في أدبها وتأريخها / حلقتان (العدل - السبت 19 أيار 1979، 23 جمادي الأخر 1399هـ السنة 13/ مطبعة الأمة بغداد). (الحلقة الثانية في العدد الصادر في 29 أيار 1979).
17 - الأرجوزة الشطرنجية - مجلة ألف باء، عدد صادر عام 1969، وأذيعت من التلفزيون العراقي من نفس العام، ضمن البرنامج الذي يعده الأستاذ زهير أحمد القيسي.
18 - توفيق الفكيكي في ذكرى وفاته الثالثة - جريدة المجتمع 1972.
19 - مخطوطات مكتبة آل الطريحي في النجف (تسع حلقات) نشرت في العدل النجفية 1978، الحلقة 3 يوجد عليها تاريخ النشر في السبت 14 تشرين الأول 1978 / 12 ذو القعدة 1398 هـ والحلقة الثامنة في العدد 32 الصادر في 23 كانون الأول سنة 1978، وقد تم وصف (81 مخطوطة) ضمن الحلقات التسع المنشورة.
20 - الشيخ عبد المولى الطريحي العالم المؤرخ والصحفي النجفي (نشر في العدل في العدد 26 بتاريخ 17/5/1975).
21 - المشجرات الشعرية (العدل) العدد 15 السبت 12 نيسان 1980 - 25 جمادى الأولى 1400هـ.
22 - السيد ياسين الصعبري الحسني زاهد الكوفة وعالمها (1266-1341هـ) (العدل) العدد 25 السنة 14 في 28 حزيران 1980 - 15 شعبان 1400هـ.
23 - السيد هاشم كمال الدين فقيه وشاعر من الكوفة (1269-1341هـ) حلقتان، العدد في 24 أيار 1980/ 10 رجب 1400هـ، والحلقة الثانية في العدل الذي يليه الصادر في 7 حزيران 1980.
24 - في ذكرى رمضان، جريدة المجتمع العدد 183 الصادر في 16/10/1972.
25 - من مشاهد التضحية في واقعة كربلاء. العدل، العدد 48 السنة 13 السبت 1/12/1979، 11 محرم 1400هـ ص 3 والبقية ص 15.
26 - الحسين ثورة على الواقع الفاسد، جريدة المجتمع.
27 - جولة في نوادي الأدب الكربلائية، المجتمع العدد الصادر في 22 محرم 1393هـ - 1973م، ص 2.
28 - السريان في الكوفة، العدل 6/1977.
29 - في ذكرى الرصافي: المجتمع العدد 201، 19/3/1973.
30 - عبيد الله بن الحر الجعفي (العدل).
31 - مسجد الحنانة، هل كان كنيسة نصرانية؟ (العدل).
32 - العالم المجدد الوحيد البهبهاني المؤسس الأول للمدرسة الأصولية في كربلاء (المجتمع).
33 - الذكرى الثامنة عشر على وفاة الإمام الشيخ محمد حسين كاشف الغطاء، (المجتمع).
34 - قبة السنيق أثر نصراني قديم في النجف، العدل، العدد الصادر في 24 شوال 1399هـ.
35 - النفط (من تاريخ النفط) (العدل).
36 - قبس من سيرة الحسين: (المجتمع) العدد الصادر في 12/2/1973.
37 - صحائف مطوية من تاريخ الكوفة (العدل) عدة حلقات. الحلقة (2) نشرت في 9/12/1972. الحلقة (3) في 16/12/1972. الحلقة (6) وهي عن انهار الكوفة القديمة في العدد 9 الصادر في 3/2/1973.
38 - ولله على الناس حج البيت (الحج في التاريخ) العدل، العدد 5، السنة 9 في 21/12/1974.
39 - من الآثار المخطوطة: شعر السيد كاظم كمال الدين (العدل) أوائل سنة 1977.
40 - نظرة في تاريخ السماوة: (العدل).
41 - من حكم وأحكام أهل البيت: المجتمع (1970).
42 - الصحافة في مدينة الكوفة: العدل، العدد 30 الصادر في 14/6/1975.
43 - هادي الياسري - شاعر من الرميثة (العدل) العدد 22 في 5/5/1973.
44 - مسجد السهلة كانت مقبرة إسلامية: (العدل) العدد 13 السبت 31 آذار 1979 / 2 جمادى الأول 1399هـ.
45 - النجف يوم كانت بلد المسيحية وديار أرباب الصليب. العدل، العدد 39 السبت 29 أيلول 1979، 8 ذو القعدة 1399هـ.
46 - الاحامرة ومسجدهم بالكوفة: العدل - العدد 16، 21 نيسان 1979، 23 جمادى الأولى 1399هـ.
47 - سوق الكناسة في الكوفة القديمة أين يقع اليوم؟ العدل، العدد 11 السبت 17 آذار 1979 - 18 ربيع الثاني 1399هـ ((وكان موضع نقاش مع الشيخ علي كاشف الغطاء استمر مدّة)).
48 - السيد آل شبر الحسيني فقيه أهل البيت (العدل) العدد 17 السبت 28 نيسان 1979 - 30 جمادى الأول 1399هـ.
49 - فلسطين، مجلة الموانئ الصادرة في البصرة ورئيس تحريرها: طارق الكاتب (عام 1969).
50 - من تراث النجف الأدبي: الشيخ حسين الطريحي المتوفى 1890م، العدل، الجزء 21، السنة 11.
51 - الشيخ صالح التميمي: المجتمع، العدد 155، في 23/2/1972.
52 - كاظم المظفر (1931-1978) لمحات من حياته وأدبه: حلقتان -العدل (العدد 66 - 15 نيسان 1980، 20 جمادى الآخرة 1400هـ).
53 - المخطوطات العربية (تعريف موجز) المجتمع، العدد 137، 28/10/1971.
54 - حديث في الأدب النجفي: الشيخ عبد الهادي الجواهري (حياته وشعره) (العدل - 11 حلقة) نشرت الحلقة الأولى في العدد 51 الصادر يوم السبت 21 كانون الأول 1979م الموافق 3 صفر 1400هـ والحلقات الأخرى في الأعداد التي تليه.
55 - الكوفة والحسين والألف الميلادية الثالثة: نشرة الكوفة العدد 1 ص2 إلى 3، (محرم 1417هـ - حزيران 1996م).
56 - مناره هدايت: (باللغة الأُردية) مجلة تنظيم المكاتب - الهند، أفتتاحية العدد الخاص بذكرى الشهيد السيد محمد باقر الصدر. مع الإشراف على كامل العدد الصادر في 20 إبريل 1982 - (لكنو الهند).
57 - ابن كمونة (حياته.. أثاره) حلقتان، المجتمع (سنة 1971).
58 - رائعة جواهريه لم تنشر بعد - العدل (79 - 1980).

## بحوث ببليوغرافية وتراجم وتوثيقات منشورة في الموسم
- العدد الأول

1 - المواد اللغوية في مجمع البحرين ومطلع النيرين - العدد الأول (ص5 - 72).
2 - المملكة القطب شاهية في الهند - العدد الأول (ص 73 - 103) ونشر البحث فيما بعد في دائرة المعارف الشيعية.
3 - تاريخ آريان ورجالها ((آريان حاضرة علمية في اليمن))- العدد الأول (ص105 - 111).
4 - مصادر نهج البلاغة وأسانيده (حياة المؤلف) العدد الأول (ص113 - 119).
5 - مخطوطات خزانة آل جمال الدين في العراق، العدد الأول _ص 130 - 161).
6 - مخطوطة ديوان الدكتور مصطفى جمال الدين، العدد الأول (ص 162 - 177).
7 - مخطوطات المدرسة الشبرية في النجف - العدد الأول (ص178 - 243).
8 - الشيخ محمد جواد السهلاني (حياته وشعرة) العدد الأول (ص244 - 262).
9 - صفحات مجهولة من الأدب العربي (الياقوت الأزرق في أعلام الحويزة والدورق) العدد الأول (ص275 - 284).
10 - أعلام في دائرة الضوء (تراجم: السيد عبد العزيز الطباطبائي - الدكتور عبد الجليل التميمي - الدكتور مناف الموسوي - خالد الريان - محمد مطيع الحافظ - نزار اباظة) الطبعة الأولى من العدد الأول ص 285 - 295. وفي الطبعة الثالثة من العدد الأول من الموسم (سنة 1994) أضيف موضوع ((النجف حاضرة وأصالة - ذكريات محمد كاظم الطريحي (ص287 - 356) وقد بقيت ترجمة الطباطبائي فقط)).
- العدد الثاني والثالث

11 - النبي ذو الكفل حزقيال حياته ومشهده في بابل (ص335 - 348).
12 - المخطوطات العربية في معهد كاما الزرادشتي (الهند) (ص397 - 418). ألحق بها أسماء نوادر المخطوطات الزرادشتيه النادرة.
13 - المخطوطات المصورة في مكتبة ثورة العشرين في النجف (ص429 - 433).
14 - ملف عن الدكتور الشيخ أحمد الوائلي (ص438 -563).
15 - معلمة للتراث الأردني (ص565).
16 - مع النجوم الغوارب (الشيخ نصر الله الخلخالي - الشيخ محمد علي الجمال - علي محمد حسن) (ص603 - 608).
17 - عقود الجمان في مدائح سلطان مسقط وعمان (ص609 - 615).
18 - آلام الحسين (نص فرنسي عن فاجعة الطف) (ص621 - 622).
19 - ندوة الموسم (الصابئة لم ينقرضوا بعد 624 - 626).
20 - أم الإمام زين العابدين هل كانت فارسية؟ ص 627.
21 - علي في الوجدان الشعبي السوداني ص 628 - 629.
22 - مشهد الإمام علي في شمال عانة (العراق) ص 635.
23 - الحسين في المعتقد الشعبي المصري ص 642 - 644.
24 - شعراء بني أسد (ص645 - 647).
25 - روضة طاهرة أثر فاطمي في الهند (ص 648 - 650).
26 - أعلام في دائرة الضوء (علي مصطفى المصراتي - الدكتور رياض زكي قاسم - الدكتور حسن محمد تقي الحكيم - الدكتور كريم الوائلي - لبيب بيضون - محمد مسعود جبران - زياد علي / 666 - 677).
27 - مؤسسات علمية وثقافية (معهد البحث الثقافي - مكتبة الكونغرس الأمريكية - جمعية محي الدين عربي - الجمعية الآسيوية - معهد ويلكوم لتاريخ الطب) (681 - 691).
28 - ملف عن الشاعر الشيخ عبد المنعم الفرطوسي (692 - 723). نُشر أكثره - فيما بعد - في دائرة المعارف الشيعية.
- العدد الرابع

29 - عدد خاص عن السيدة زينب بنت الإمام علي بن أبي طالب، تضمن 430 صفحة. وهو الإصدار الأول عن السيدة زينب.
- العدد الخامس

30 - مع الحاج ودّاي العطية وحديث عن نشأته وأعماله التاريخية (ص143 - 151).
31 - كراسة الخطاط (الدمشقي المجهول) محمد صادق الخياط (1892 - 1949) (ص157 - 190).
32 - جمعية خدام الكعبة (ص191 - 202).
33 - أعلام الإمامية (آية الله السيد شهاب الدين المرعشي) (ص203 - 224).
34 - المخطوطات العربية في المجلس الهندي للعلاقات الثقافية (ص264 - 267).
35 - المخطوطات العربية في مكتبة ندوة العلماء في الهند (ص268 - 284).
36 - المخطوطات العربية في المكتبة المركزية - جامعة دمشق ص 285.
37 - أعلام هجر ثروة أدبية في تاريخ الاحساء العربية (ص289 - 295).
38 - يومان في النجف (رحلة يوسف هرمز) (ص312 - 326) أعاد نشرها الحاج جعفر الدجيلي في موسوعة النجف، المجلد 4 - بيروت 1994 (ص81 - 98)، أشار الدجيلي إلى موضع البحث في مجلة الموسم وأشار إلى رقم الصفحة 54 والصحيح ما ذكرناه.
39 - زيارة إلى الجامعة الجوادية للعلوم الإسلامية في بنارس (الهند) (ص327 - 338).
40 - مؤسسات علمية وثقافية (المعهد الإسلامي في لندن - المعهد الهندي في نيودلهي - المعهد الفرنسي في دمشق) (ص337 - 348).
41 - أعلام في دائرة الضوء (الدكتور عدنان الخطيب - نثار أحمد فاروقي) (ص349 - 353).
- العدد السادس

42 - المرجعية الشيعية وقضايا العالم الإسلامي: الغزو الإيطالي للقطر الليبي وحرب طرابلس سنة 1911 (ص377 - 425).
43 - لامية الدكن للسيد إبراهيم الرضوي النجفي (ص429 - 442).
44 - مخطوطات المكتبة الرضوية بالمدرسة السليمانية في مدينة بتنه - ولاية بيهار - الهند (ص451 - 458).
45 - ملف ضخم عن الإمام السيد أبو القاسم الخوئي، هو أول وأخر ملف تناول حياته في حياته (ص513 - 585) نشر مستقلا، وترجم إلى الفارسية، وأعادت نشر بعض محتوياته مجلات في لبنان وإيران منها مجلة البحار، وسرقه السوري (حسني علي الحلاني) سرقة واضحة جداً إذ طبعه مصورا بنفس الحرف التصويري المطبوع في الموسم ورفع كلمة الموسم الموقعة في أعلى كل صفحة وطبعه بدمشق تحت عنوان (قبس من حياة الإمام أبي القاسم الخوئي - إعداد حسني علي الحلاق - قدم له الشيخ عبد الجبار الربيعي - مؤسسة المنار - بيروت). طبعه بالتعاون مع مكتبة الفجر الجديد في البحرين سنة 1413هـ - 1992، وذيل الصفحة الثانية منه بالعبارة المألوفة (حقوق الطبع محفوظة)، وأضاف إليه السارق، الصور التي نشرتها مجلة الموسم فيما بعد تحت عنوان (تلامذة السيد الخوئي).
46 - أحمد عبيد (ترجمته) (ص623 - 629).
47 - مرقد سعيد بن جبير في بلدة الحي (بالعراق) ص 635.
48 - قبيلة قره أولوس (تركية أم كردية؟) ص 637.
49 - مشروع لفهرسة الأحاديث الشيعية ص 639.
50 - أعلام في دائرة الضوء (م.س أكواني - د. محمد يونس النجرامي) (ص640 - 642).
51 - الموسوعة الإسلامية التركية (ص643 - 647).
- العدد السابع

52 - ضمة أفكار (حول المرجعية) (ص1030 - 1031).
53 - أهل البيت في الشعر العربي والعالمي. بحث شارك فيه في مؤتمر الغدير - لندن 12 - 15 تموز 1990 (ص788 - 851).
54 - هضبة الإمام علي بن أبي طالب في الهند (ص852 - 952).
55 - مشهد الإمام علي في لكهنؤ (الهند) (ص950 - 952).
56 - من علماء لبنان - الشيخ سليمان اليحفوفي (ص1093 - 1098).
57 - مداعبات نجفية (ص1099 - 1102).
58 - أعلام في دائرة الضوء: (د. شاكر الفحام) (ص1105 - 1108).
- العدد الثامن

59 - الفكر الإسلامي الشيعي بين ماض وحاضر ومستقبل (حوار مع السيد محمد حسين فضل الله) (ص1157 - 1173).
60 - من علمائنا: السيد أمير محمد الكاظمي القزويني (ص1246 - 1259).
61 - من الفولكلور البغدادي (طوب أبو خزامه) (ص1505).
- العددان التاسع والعاشر

62 - المرجعية الشيعية وقضايا العالم الإسلامي (العدوان الثلاثي على مصر) (ص8 - 86).
63 - الحوار المخلص (الشيعة والعالم) مع السيد علي آل مكي. (ص599 - 608).
64 - كيشونت سنك (ترجمته) (ص612 - 613).
65 - آية الله السيد يوسف الحكيم (ص628).
66 - مركز أهل البيت في لندن ورابطة الأدب الحديث بالقاهرة (ص652 - 656).
67 - مداعبات (ص657 - 662).
68 - من تاريخ الأسر العراقية (آل دخيل) (ص663 - 666).
69 - رحيل الأديبة وداد سكاكيني (ص676 - 686).
- العدد الحادي عشر

70 - المجاهد الكبير الشيخ محمد مهدي الخالصي (ص730 - 760).
71 - من علمائنا المجتهدين المنسيين (آية الله الشيخ حسين الحلي) (ص798 - 800).
72 - نبع علي في غلا (سلطنة عمان) (ص840 - 841).
73 - رجال ومواقف (الشيخ محمد جواد شري جهوده وجهاده) (ص913 - 919).
74 - الشيخ عبد الرحمن الخير (العلامة المصلح) (ص930 - 937).
75 - فيلسوف من جبلة (أحمد محمد حيدر) (ص961 - 965).
76 - وثائق (حول الشيعة) (ص995 - 1002).
77 - الحوار المخلص (الشيعة والعالم) حوار مع الشيخ حسن الصفار (ص1042 - 1052).
78 - مع النجوم الغوارب: الشيخ محمد جواد الدجيلي (ص1054 - 1061).
79 - مداعبات (ص1062 - 1061).
80 - أعلام في دائرة الضوء (السيد أحمد الحسيني - علي الشرقي - حسين الشامي - طاهر السيد ملحم - محمد التيجاني - سالم النويدري) (ص1087 - 1094).
81 - من أرشيف الموسم (ص1095 - 1099).
82 - آية الله السيد عبد الاعلى السبزواري (ص1100).
- العدد الثاني عشر

83 - حسينيات الشبراوي وولائياته (الشيخ عبد الله الشبراوي شيخ الأزهر) (1091 - 1171هـ) (ص194 - 202).
84 - من ولائيات الهلالي الحموي (ص203 - 204).
- العدد الرابع عشر

85 - ملف خاص (أزمة الشيعة في العراق) (ص11 - 158).
- العدد السادس عشر

86 - ملف خاص عن الشاعر محمد صادق القاموسي (ص157 - 176).
87 - ملف عن آية الله الشيخ محمد طاهر الخاقاني (1904 - 1986م) (ص197 - 240).
88 - من أرشيف الموسم (ص277 - 292).
89 - آية الله السيد مرتضى العسكري حياته (ص305 - 310).
90 - من علماء الكويت (الشيخ حسين الفيلي) (ص311 - 316).
91 - دائرة معارف الفقه الإسلامي طبقا لمذهب أهل البيت عليهم السلام مع ترجمة السيد محمود الهاشمي (ص317 - 326).
92 - أعلام في دائرة الضوء (الدكتور عبد الهادي التازي - الدكتور مصطفى الرافعي - الدكتور عباس مهاجراني - سعد صائب - حسين عبد الكريم - غورديال سنغ مجذوب - الدكتور عبد المهدي يادكاري (ص325 - 342).
93 - الأستاذ صادق العطية (ص375 - 378).
- العدد السابع عشر

94 - شمس غربت (ص9).
95 - من رموز المرجعية - آية الله السيد محمد رضا الموسوي الكلبايكاني (438 - 441).
96 - آية الله السيد علي السيستاني (ص443 - 450).
- العدد الثامن عشر

97 - المرجعية الشيعية وقضايا العالم العربي: من فتاوى الإمام محمد حسين كاشف الغطاء والإمام السيد محسن الحكيم عن فلسطين (187 - 193).
98 - ملف عن آية الله الشيخ عباس الخويبراوي الناصري ونجله الشيخ محمد باقر الناصري (ص223 - 249).
99 - التراث العربي العماني (ص250).
100 - المخطوطات العربية في عمان - كتب الشيخ نور الدين السالمي (ص252 - 262).
101 - المخطوطات العربية في المكتبة الوطنية - وزارة التراث القومي - سلطنة عمان (ص263 - 306).
102 - الدكتور حازم الحلي (ص321 - 327).
103 - تخميس قصيدة الإمام الرضا - للشيخ إبراهيم الوعيظي البعلبكي (ص329 - 334).
104 - ندوات أدبية (حسين الشعرباف وندوته) (ص387 - 390).
105 - رابطة الشباب المسلم في بريطانيا (ص393 - 401).
106 - وثائق (مجلس العلماء الإمامية في بريطانيا - ص402).
107 - الدكتور محمد مكية (ترجمة) (ص406 - 410).
108 - إجازات الإمام السيستاني (ص411).
- العدد التاسع عشر

109 - آية الله السيد محمد حسين الحكيم (1912 - 1990) (ص101 - 1-7).
110 - ملف عن الإسلام في الهند (ص161 - 244).
111 - ذكريات السيد محمد صادق بحر العلوم عن ثورة النجف وثورة العشرين (ص335 - 340).
112 - واقعة الشعيبة ضد الأحتلال الإنجليزي سنة 1914، مذكرات للشيخ كاتب الطريحي (ص341 - 345).
113 - آية الله السيد محمد مهدي الموسوي الخلخالي (ص346 - 348).
114 - الشريف عبد الله آل علوي الحسني (أمير ظفار) (ص365 - 369).
115 - الشيخ محمد الصغير (من علماء المغرب) (ص372 - 374).
116 - السيد حسين الرفيعي كليدار الروضة الحيدرية (ص375 - 377).
117 - مركز التراث والبحوث اليمني في بريطانيا (ص390 - 394).
- العدد العشرون

118 - الإمام السيد محمد هادي الحسيني الميلاني (1314 - 1395هـ) (ص143 -164).
119 - آية الله السيد عبد الله الشيرازي (1309 - 1405هـ) (ص165 - 175).
120 - المرجع الديني الشيخ محمد تقي الفقيه (ملف عن حياته) (ص189).
121 - العلامة السيد عبد الزهراء الحسيني الخطيب (ملف ضخم عن حياته) (ص219 - 421).
- العددان 23 -24

122 - الطريق إلى شيعة كركل (من بلاد التبت) (ص11 - 16).
123 - ملف الشهيد العلامة السيد محمد تقي الخوئي (ص25 - 82).
124 - ملف عن الأديب عبد الغني الخليلي (ص165).
125 - الشيخ عز الدين الجزائري (سيرته وأعماله الإصلاحية) (ص217 - 255).
126 - من مراجع الدين المجتهدين، الشيخ ميرزا علي الغروي التبريزي (ص227 - 234).
127 - من أدباء العراق المنسيين (عبد العزيز الجواهري) (ص247).
128 - ملف عن الدكتور عبد الرزاق محي الدين (ص249 - 262).
129 - وثيقة علمائية (ص263 -275).
130 - تاريخ جماعة الخوجة الشيعية (ص277 - 321).
131 - آية الله محمد صادق القزويني (من كربلاء) (ص361 - 362).
132 - الحجة الشهيد السيد محمد تقي الجلالي (ص363 - 370).
133 - الحجة السيد عبد المطلب الحيدري (1325 - 1401هـ) (ص461 - 472).
134 - منتدى الموسم (مرقد أولاد مسلم بن عقيل المسيب - الشيخ جابر الكاظمي، الأستاذ عبد الكريم الازري، الشيخ جواد المناقبي، الشيخ عبد الرسول البصاري... الخ) (ص487 -499).
135 - أعلام في دائرة الضوء (ص 528 - 536).
136 - Reason for the formation of the Islamic Da’wah party (p. 576 - 553)
- العدد الخامس والعشرون

136 - العدد الثاني الخاص عن السيدة زينب بنت الإمام أمير المؤمنين.
137 - زينب رمز للنصر وتوحيد الكلمة (ص4 - 6).
- العدد 26 - 27

138 - الثورة الإسلامية ومشروع النهضة - حوار مع الشيخ محمد علي التسخيري (ص15 - 23).
139 - المزارات الإسماعيلية في سلمية (سوريا) (ص129 - 142).
140 - منظمة الشباب المسلم (العراق) وثيقة تنشر لأول مرة (ص282 - 290).
141 - فهارس كتاب أعيان الشيعة (ص487 - 491).
142 - آية الله السيد محمد الفاضل اللنكراني (ص494 - 499).
143 - من أعلام المجتهدين: الشيخ مرتضى الطريحي (ص501 - 504).
144 - السيد عبد الأمير علي خان (ترجمته) (ص511 - 520).
145 - الشيخ ماجد البدراوي (ص521 - 522).
146 - الشيخ تقي الطريحي (ص527 - 529).
147 - الشيخ محمد الغروي (ص531 - 534).
148 - السيد محمد المجتهدي (ص535 - 537).
- العدد 28

149 - أسماء العشائر العراقية.
150 - المرجع الديني السيد محمد سعيد الطباطبائي الحكيم.
151 - حوار مع أول وزير للمخابرات الإيرانية الشيخ المحمدي الريشهري.
152 - الإسلام في بلجيكا وجمعية الزهراء الإسلامية (تحقيق).
153 - من بيوتات الكوفة الحديثة.
154 - النابغة المصري الدكتور محمد عبد المنعم خفاجي.
155 - مهدي كردستان أو المتنبئ الكردي.
- العدد 29

156 - آية الله السيد محمد طيب الجزائري.
157 - الدكتور إبراهيم الحيدري ودراساته عن سوسيولوجيا العزاء والألم والأمل الشيعي.
158 - د. عدنان جواد الطعمة، د. عبد اللطيف الراوي، د. مصطفى الحدري، المقرئ عبد الزهراء العماري